# Indice de satisfaction de la vie

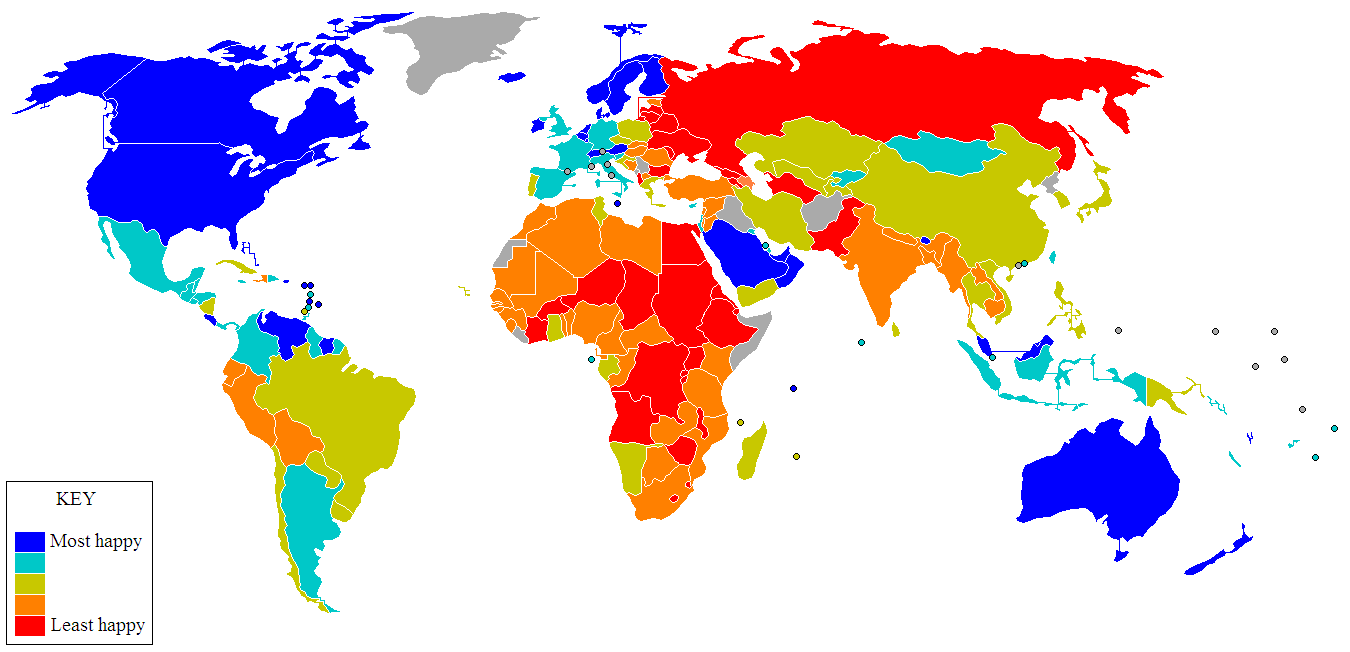
Carte du monde de la satisfaction de la vie en 2006.

L’indice de satisfaction de la vie (anglais : Satisfaction with Life Index) fut créé par Adrian G. White, un psychologue d'analyse social de l'université de Leicester, en utilisant les données de méta-étude. Il s'agit d'une tentative de comparer le niveau de satisfaction de la vie dans différents pays.
Dans ce calcul, le bien-être subjectif est en corrélation avec la santé (.7), la richesse (.6), et l'accès à l'éducation de base (.6),.

## Sources
- (en) Cet article est partiellement ou en totalité issu de l’article de Wikipédia en anglais intitulé « Satisfaction with Life Index » (voir la liste des auteurs).